# Сяпча
Сяпча — река в России, протекает по Кондопожскому району Карелии.
Исток — Сяпчозеро. Впадает в озеро Торос, протокой Салми соединённое с озером Мярандукса. Помимо Салми озёра соединены протокой длиной 1 км.
Длина реки составляет 6,4 км. Сильно петляет: расстояние между истоком и устьем — чуть более 3 км.